# Teatro de Thorikos

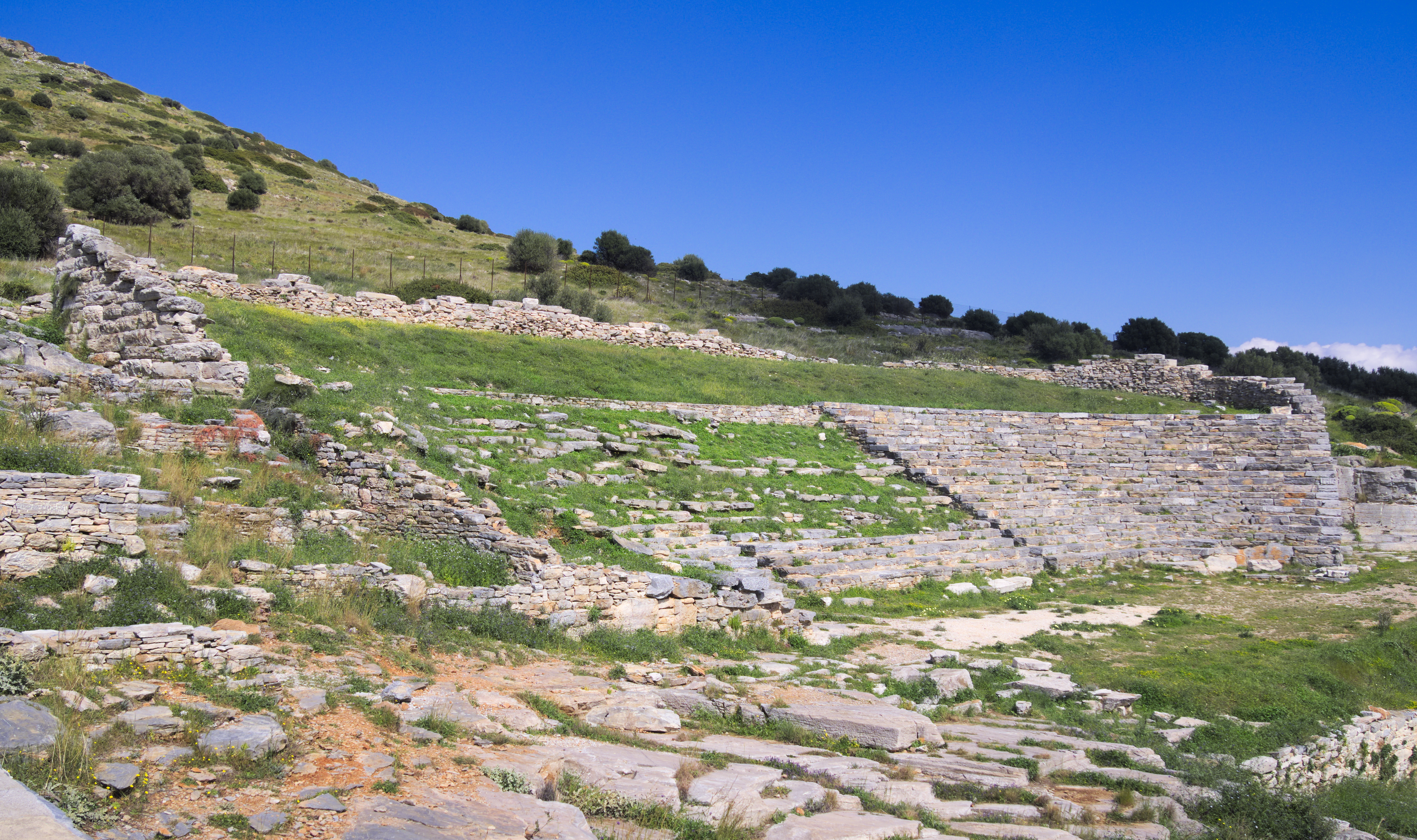
Teatro de Thorikos

O Teatro de Thorikos (em grego:  Αρχαίο Θέατρο Θορικού), situado a norte de Lavrio, é o mais antigo teatro grego ainda existente. Está localizado na antiga demos de Thorikos em Ática, Grécia. É um dos mais antigos teatros gregos conhecidos e foi construído por volta de 525-480 aC. O teatro é incomum no seu design, pois é alongado em vez do típico semicírculo.

## História

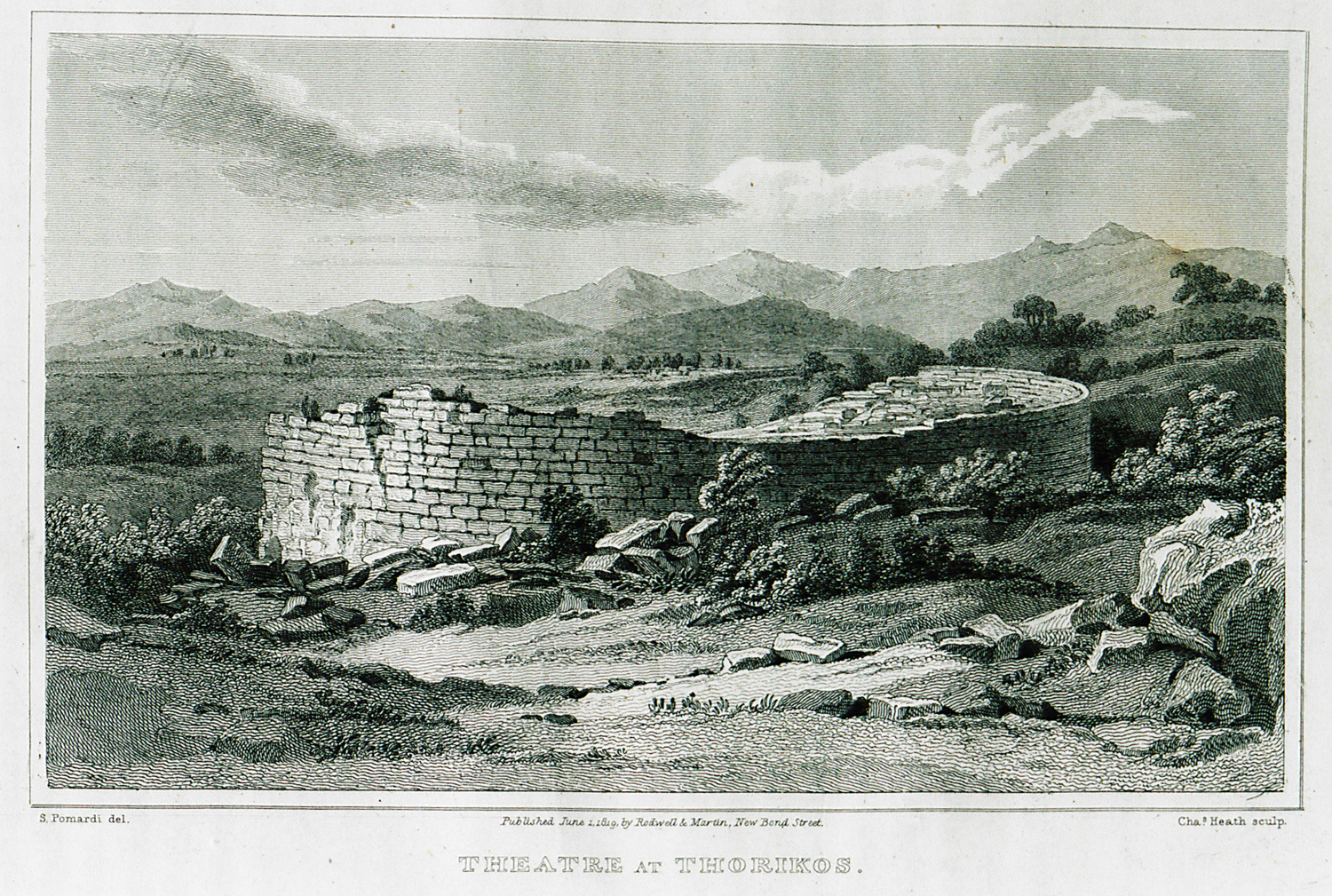
Teatro de Thorikos em 1819

O teatro Thorikos foi construído em várias etapas. A primeira fase de construção é datada do final do período arcaico por volta de 525-480 aC, o teatro pode ser considerado um edifício grego muito antigo, sendo considerado o teatro mais antigo do mundo ainda existente.

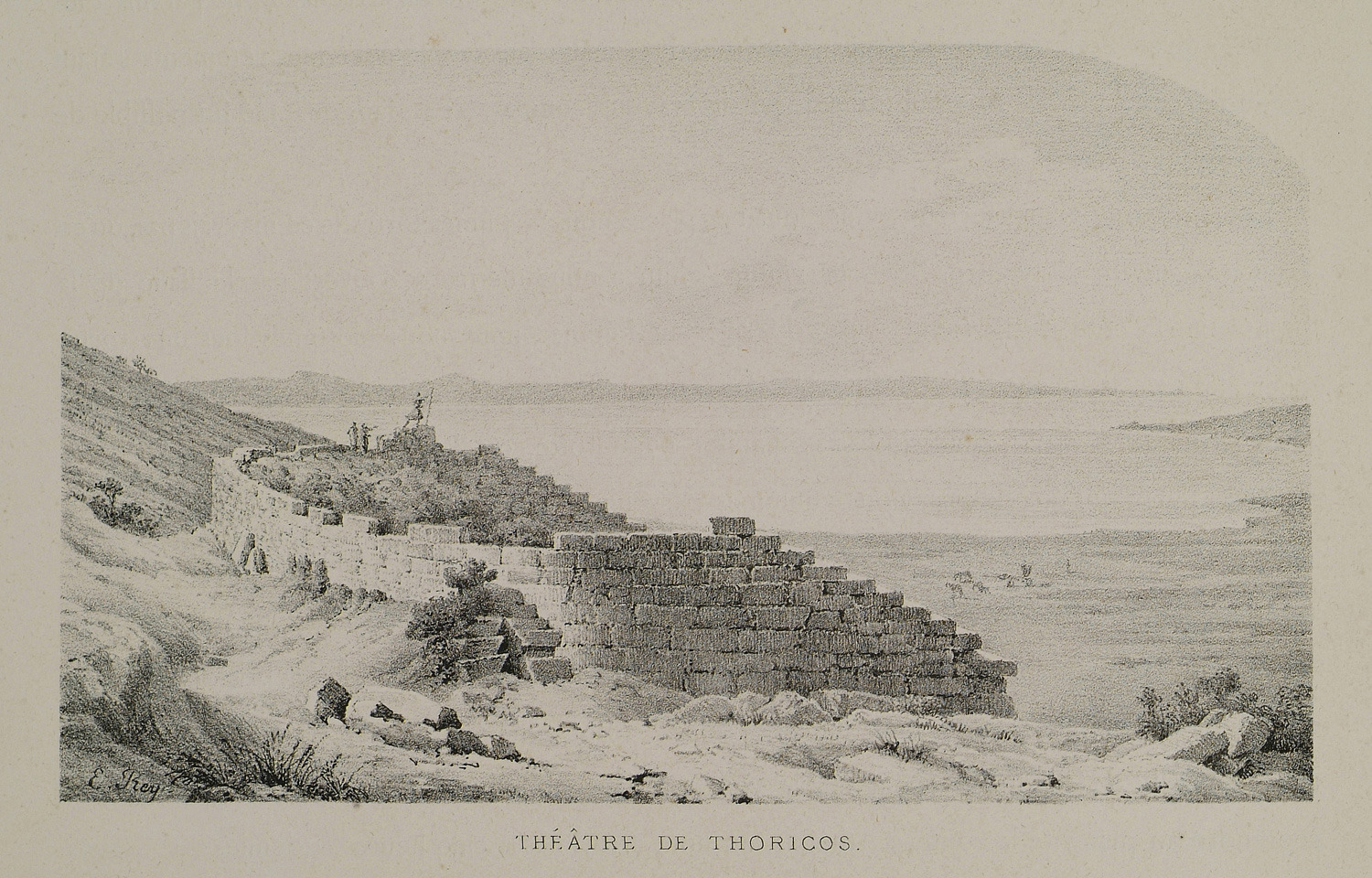
Teatro de Thorikos na década de 1840

A forma incomum do teatro, previamente explicada pelo fato de que ele teria sido construído na sua totalidade quando a forma dos teatros ainda não estava bem estabelecida, recentemente tem levado um rumo diferente. Recentemente, considera-se que a forma é explicada pelo facto de, após a construção do teatro, ampliações da tribuna foram feitas sobre a parte mais antiga. O teatro obteve a forma alongada após ter sido expandido no período clássico do séc IV aC, a meio caminho das mudanças que já teriam sido feitas em 300 aC.